# Antonio Angelucci
Antonio Angelucci (Sante Marie, 16 de septiembre de 1944) es un empresario, editor y político italiano. Se ha desempeñado como diputado en las XVI, XVII y XVIII legislaturas como miembro del El Pueblo de la Libertad (2009-2013) y Forza Italia (2013-).

## Biografía

### Carrera empresarial
Nacido en un pequeño pueblo de la Región de Abruzos, se trasladó a Roma después de la adolescencia con solo la escuela secundaria terminada. Primero trabajó como empleado en una farmacia, luego como portero en el hospital romano San Camillo, donde demostró ser muy activo como sindicalista. Habiendo adquirido los conocimientos necesarios sobre el mundo de la salud, se asoció con otros empresarios y políticos en un antiguo asilo para pacientes de larga duración en Velletri, del cual logró obtener la mayor parte de su capital. También comienza a cultivar relaciones con el mundo político, desde Gianfranco Fini hasta Massimo D'Alema.
En la década de los noventa, adquiere "Cofiri" junto a la familia Merloni, entra en la capital de Mediocredito Centrale y mantiene una excelente relación con el banquero Cesare Geronzi y con la Banca di Roma, que luego se convierte en Capitalia, firmando el convenio sindicado y logrando obtener préstamos para poder comprar inversiones de capital y hacerse cargo de propiedades como el edificio il Bottegone, ubicado en la via delle Botteghe Oscure en Roma, que fue la sede de la dirección del Partido Comunista Italiano durante cuarenta años.
En el bienio 2000-2001, surgió un escándalo con el hospital romano, de la via Laurentina, perteneciente al Instituto San Raffaele de Milán que, tras una larga disputa, fue vendido por el instituto (dirigido por Luigi Verzè) a la familia Angelucci por una cantidad menor al valor real. Sobre este asunto hubo indagaciones judiciales y cuestiones parlamentarias, que por ahora siguen firmes en el Ministerio Público de Roma. Luigi Verzè escribió un libro sobre el asunto.

### Carrera política
Antonio Angelucci se postuló para diputado en 2008 y fue elegido ganador por el PDL. Resulta ser el diputado con menor productividad de la historia, ocupando el puesto 630 de 630 en el ranking del índice de productividad con 101 asistencias de 24.735 (0,46% de admisiones y 99,54% de ausencias). Fue reelegido diputado en 2013 y 2018.

## Polémicas
Su empresa Tosinvest en 2007 estuvo en el centro de un escándalo por supuestos sobornos pagados a un agente secreto. En el verano de 2008, la familia Angelucci se involucró en los medios de comunicación en el Sanitopoli d'Abruzzo, una historia de mezcla de negocios y política que llevó al arresto y consiguiente renuncia del gobernador regional Ottaviano Del Turco, acusado de aceptar sobornos de algunos empresarios activos en Abruzos.
En febrero de 2009 su hijo Giampaolo y otros 12 sospechosos fueron capturados como parte de una investigación por fraude de 170 millones de euros en detrimento de la Región de Lacio. Antonio Angelucci ha sido investigado, junto con tres de sus hijos, por asociación delictiva dirigida a delitos fiscales en 2014.

## Vida personal
Tiene cinco hijos: Alessandro, Andrea, Giampaolo, Simone y Benedetta. Desde finales de 2008, la familia Angelucci, a través de la empresa de vehículos luxemburguesa TH S.A., forma parte, con un 7,1%, del capital social de Alitalia - Compagnia Aerea Italiana.